# Superintendentura kaliska

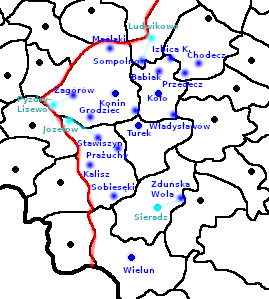
Położenie geograficzne parafii

Superintendentura kaliska, także diecezja kaliska – jednostka organizacyjna Kościoła Ewangelicko-Augsburskiego w Rzeczypospolitej Polskiej istniejąca w II Rzeczypospolitej i obejmująca grupę gmin kościelnych (zborów) czyli parafii tego Kościoła, mająca siedzibę w Kaliszu. 
Superintendentura kaliska była kontynuacją dwóch poprzednich superintendentur kaliskich: ewangelicko-unijnej istniejącej w l. 1829-1849 i luterańskiej działającej w Królestwie Polskim, funkcjonującej na mocy ustawy rosyjskiej z dnia 20 lutego 1849, a następnie polskiej nowelizacji z dnia 27 kwietnia 1922. 
W l.1829-1849 w jej skład wychodziła parafia ewangelicko-reformowana w Żychlinie koło Konina i parafia ewangelicko-reformowana w Zelowie.
W 1925 do superintendentury należało 16 zborów i 6 filiałów. W 1938 liczyła 16 zborów i 7 filiałów, a w 1939 liczba parafii wzrosła do 18, a filiałów zmalała do 4.

## Superintendenci kaliscy
- 1829–1860 Ernest August von Modl[a] (1794–1860), proboszcz w Kaliszu, luteranin, superintendent Generalnego Konsystorza Wyznań Ewangelickich, po 1849 superintendent luterański
- 1860–1869 Franciszek Jan Władysław Stockmann (1820–1869), proboszcz w Kaliszu
- 1869–1890 Karol Ludwik Teichmann (1826–1890) proboszcz w Turku, syn pastora Fryderyka Jakuba Ludwika Teichmanna
- 1890–1902 Ludwik Juliusz Daniel Muller (1825–1907), proboszcz w Piotrkowie Trubunalskim
- 1902–1910 Edward Ignacy Boerner (1843–1910), proboszcz w Zduńskiej Woli
- 1910–1914 Rudolf Buse (1871–1917), proboszcz w Grodźcu, w 1914 deportowany do Saratowa, gdzie zmarł
- 1915–1939 Edward Wende (1874–1949), proboszcz w Kaliszu, od 1937 superintendent komisaryczny diecezji

## Dane statystyczne z 1923 roku
| Parafia                         | Rok założenia | Liczba wiernych (1923) | Kościół parafialny                                  | Ilustracja |
| Babiak                          | 1780          | 1550                   | Dawny kościół ewangelicki w Babiaku (obecnie sklep) |            |
| Chodecz                         | 1800          | 3000                   | Kościół ewangelicki w Chodczu                       |            |
| Dąbie                           | 1806          | 3000                   | Kościół ewangelicko-augsburski w Dąbiu              |            |
| Grodziec                        | 1796          | 5700                   | Kościół ewangelicki w Grodźcu                       |            |
| Izbica Kujawska                 | 1910          | 1517                   | Kościół poewangelicki w Izbicy Kujawskiej           |            |
| Kalisz                          | 1795          | 2000                   | Dawny kościół ewangelicki w Kaliszu                 |            |
| Koło                            | 1835          | 1800                   | Kościół Opatrzności Bożej w Kole                    |            |
| Konin                           | 1826          | 3500                   | Kościół Świętego Ducha w Koninie                    |            |
| Łask                            | 1809          | 2800                   | Kościół św. Ducha w Łasku                           |            |
| Maślaki                         | 1842          | 1540                   |                                                     |            |
| Prażuchy                        | 1808          | 3000                   | Kościół ewangelicki w Starych Prażuchach            |            |
| Przedecz                        | 1827          | 1940                   | Budynek Kamienicy w dawnym zamku w Przedczu         |            |
| Sobiesęki                       | 1808          | 1500                   |                                                     |            |
| Sompolno                        | 1840          | 5000                   | Kościół ewangelicko-augsburski w Sompolnie          |            |
| Stawiszyn                       | 1780          | 2800                   | Kościół ewangelicko-augsburski w Stawiszynie        |            |
| Józefów (filia Stawiszyna)      | 1843          | 1750                   | 2 domy modlitwy                                     |            |
| Turek                           | 1837          | 3300                   | Kościół ewangelicko-augsburski w Turku              |            |
| Wieluń                          | 1820          | 3000                   | Kościół ewangelicki w Wieluniu                      |            |
| Władysławów                     | 1770          | 2000                   | Kościół ewangelicko-augsburski we Władysławowie     |            |
| Zagórów                         | 1840          | 1042                   |                                                     |            |
| Lissewo-Pyzdry (filia Zagórowa) | 1858          | 1042                   |                                                     |            |
| Zduńska Wola                    | 1831          | 4000                   | Kościół ewangelicko-augsburski w Zduńskiej Woli     |            |
| Sieradz (filia Zduńskiej Woli)  | 1925          | 35 rodzin              | Dawny kościół ewangelicki w Sieradzu                |            |